# Гран-Рекс
«Гран-Рекс» (фр. le Grand Rex) — самый крупный кинозал Парижа и Европы, с 2650 зрительскими креслами из красной кожи и мигающими звёздами на потолке; находится на Больших Бульварах во 2-м округе французской столицы по адресу 1, boulevard Poissonnière; построен в 1932 году в стиле ар-деко. Используется и как концертный зал; предлагает также интерактивный аттракцион «Этуаль дю Рекс» продолжительностью 50 минут, дающий возможность заглянуть за кулисы, в мир спецэффектов, шумов, декораций и киносъёмок.